# Saint-Barthélemy (Morbihan)
Saint-Barthélemy (bret. Bartelame) – miejscowość i gmina we Francji, w regionie Bretania, w departamencie Morbihan. Nazwa miejscowości pochodzi od imienia św. Bartłomieja.
Według danych na rok 1990 gminę zamieszkiwały 1093 osoby, a gęstość zaludnienia wynosiła 50 osób/km² (wśród 1269 gmin Bretanii Saint-Barthélemy plasuje się na 542. miejscu pod względem liczby ludności, natomiast pod względem powierzchni na miejscu 455.).